# Alessandro (opera)
Alessandro là vở opera 3 màn của nhà soạn nhạc người Anh gốc Đức George Frideric Handel. Vở opera do Paolo Rolli đảm nhận phần viết lời và kịch bản. Tác phẩm được trình diễn lần đầu tiên tại London, Anh vào năm 1726 và nhận được sự đón nhận nồng nhiệt từ khán giả. Nội dung của tác phẩm mô tả chuyến hành trình của Alexandros Đại đế đến Ấn Độ.